# Teijsmanniodendron sinclairii
Teijsmanniodendron sinclairii là một loài thực vật có hoa trong họ Hoa môi. Loài này được Kosterm. miêu tả khoa học đầu tiên năm 1958.